# Hartberg
Hartberg osztrák város, Stájerország Hartberg-Fürstenfeld járás központja. 2017 januárjában 6561 lakosa volt.

## Elhelyezkedése

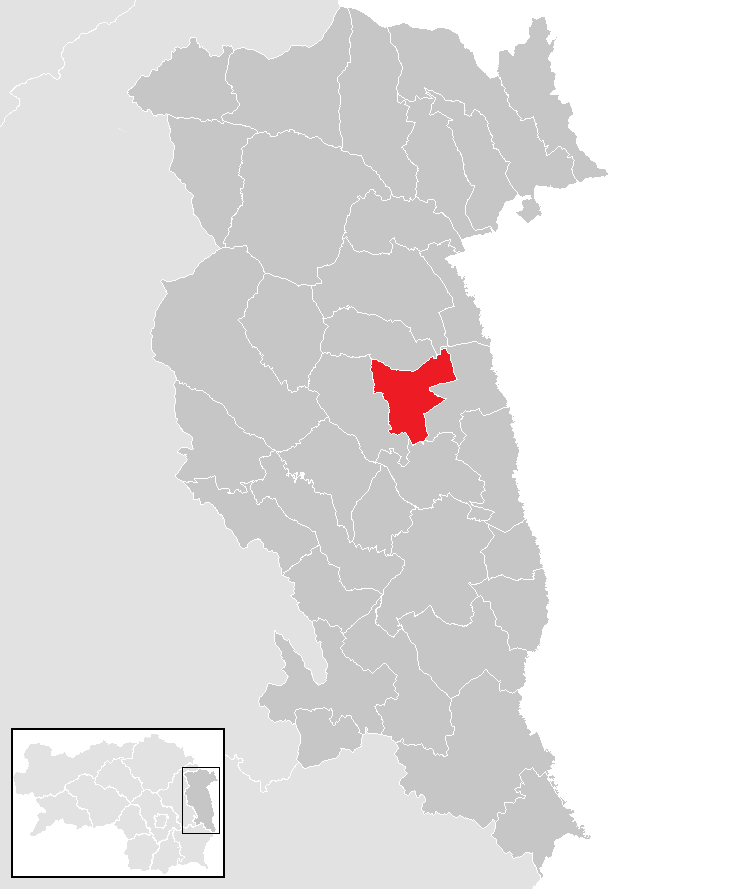
Hartberg a Hartberg-fürstenfeldi járásban

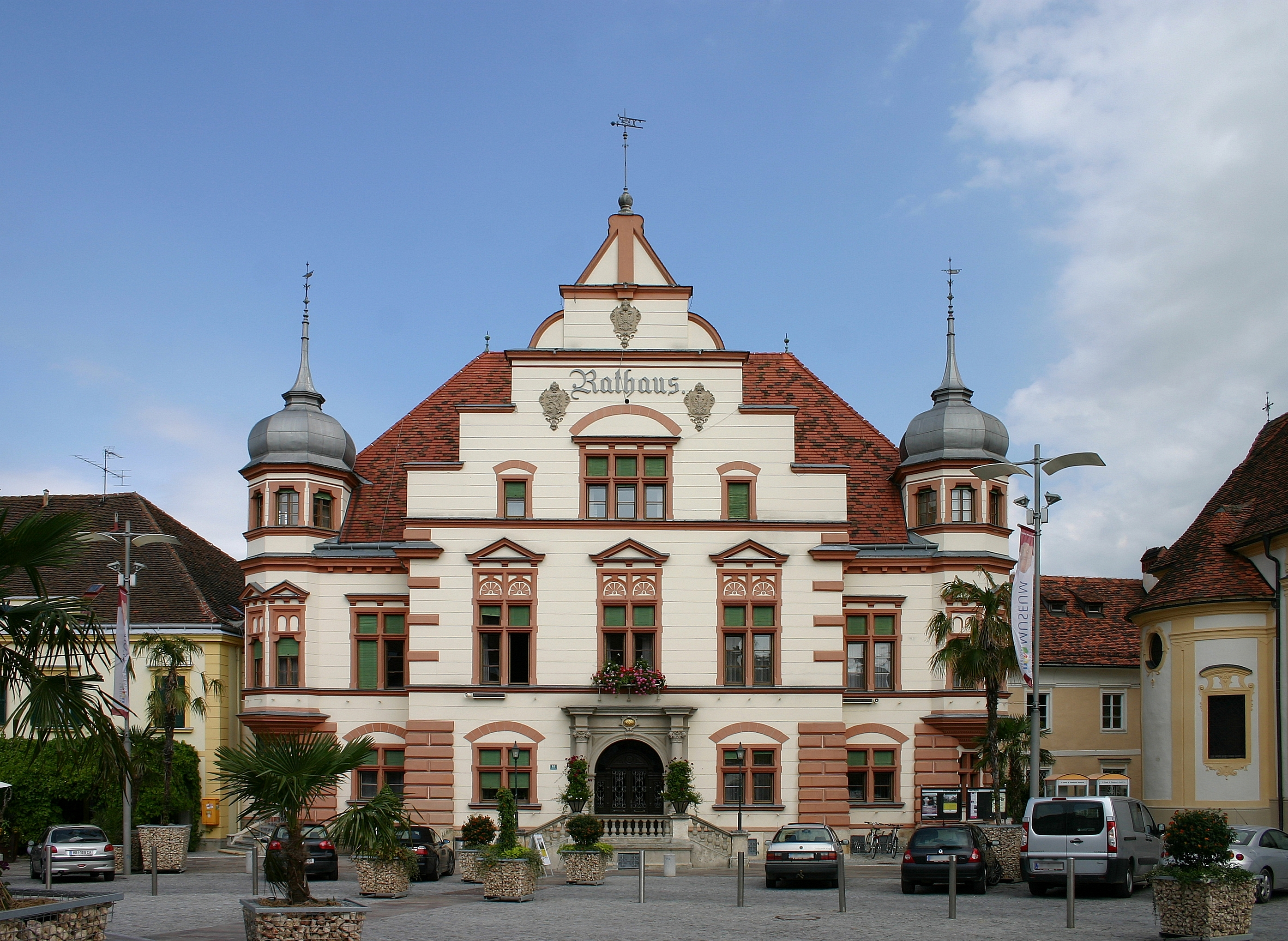
A hartbergi városháza

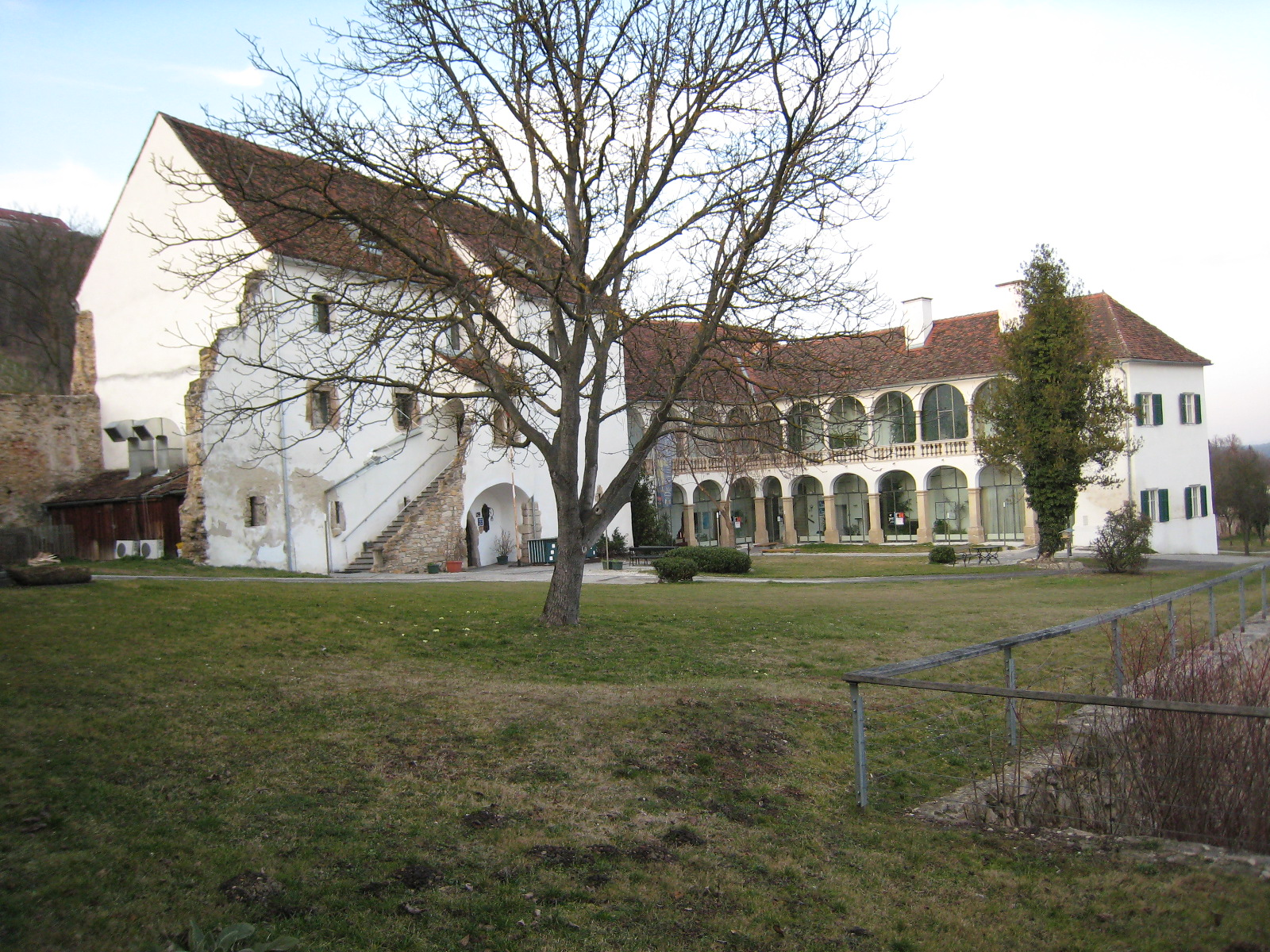
A hartbergi kastély

Hartberg a Joglland középhegység és a Kelet-stájerországi dombság találkozásánál fekszik, mintegy 40 km-re északkeletre Graztól. Legfontosabb folyóvize a Hartberger Safen, legmagasabb pontja a 789 méteres Ringkogel. Területén található a Natura 2000 védettséget élvező Gmoos láp. A városi önkormányzat 5 települést egyesít: Hartberg (4062 lakos), Eggendorf (659), Habersdorf (171), Ring (888), Safenau (747).
A környező önkormányzatok: északra Greinbach, északkeletre Grafendorf bei Hartberg, keletre Sankt Johann in der Haide, délre Buch-Sankt Magdalena, délnyugatra Hartberg Umgebung.

## Története
Hartberg területe már az őskorban is lakott volt, a Ringkogelen a régészek újkőkori települést tártak fel. A hegyen a vaskori hallstatti és a La Tène-kultúrák erődített oppidumot tartottak fenn. A római időszakról árulkodnak egy vidéki majorság és a templom alatti 2. századi római épület maradványai. 
Hartberget I. Lipót stájer őrgróf alapította 1125-1128 között. 1286-ban már városként hivatkoznak rá. Egészen 1529-ben hercegi tulajdonban maradt, amikor eladták az akkori tartományi kormányzónak, Siegmund von Dietrichsteinnek.
A várost 1469-ben elfoglalta az osztrák herceg ellen fellázadó Andreas Baumkircher, néhány évvel később pedig Mátyás magyar király dúlta fel. 1532-ben a Kőszeg ostromából visszavonuló törökök csak elhaladtak Hartberg mellett, de külvárosait elpusztították. 1605-ben Bocskai István hajdúi is megostromolták a várost; elfoglalni nem tudták, de környékét feldúlták.
1715-ben egy tűvész során néhány ház kivételével az egész város leégett.
1944-ben a Hartberg környéki erdőkben bujkált a Wehrmachtból dezertált Gustav Pfeiler, aki mintegy 40 fős náciellenes ellenálló csoportot hozott létre. 1945 márciusában felrobbantottak három Fieseler Fi 156 futárrepülőgépet és megpróbálták elfogni Erich Heumann Ortsgruppenleitert és eközben megsebesítették. Az SS a csoport néhány tagját elfogta, május 4-én közülük kilencet agyonlőttek, négyet pedig felakasztottak. A Vörös Hadsereg közeledtére május 7-én a menekülő SS-egységek további szimpatizánsokat végeztek ki; a kivégzettekkel együtt összesen 27-et.

## Lakosság
A hartbergi önkormányzat terület 2017 januárjában 6561 fő élt. A lakosságszám 2006-ban érte el a csúcspontját 6620 fővel, azóta enyhe visszaesés tapasztalható. 2015-ben a helybeliek 91,6%-a volt osztrák állampolgár; a külföldiek közül 0,9% a régi (2004 előtti), 2,3% az új EU-tagállamokból érkezett. 2,7% a volt Jugoszlávia (Szlovénia és Horvátország nélkül) vagy Törökország, 2,4% egyéb országok polgára. 2001-ben a lakosok 88,2%-a római katolikusnak, 2,9% evangélikusnak, 2,6% mohamedánnak, 4,1% pedig felekezet nélkülinek vallotta magát. Ugyanekkor 21 magyar (0,3%) élt a városban.

## Közlekedés

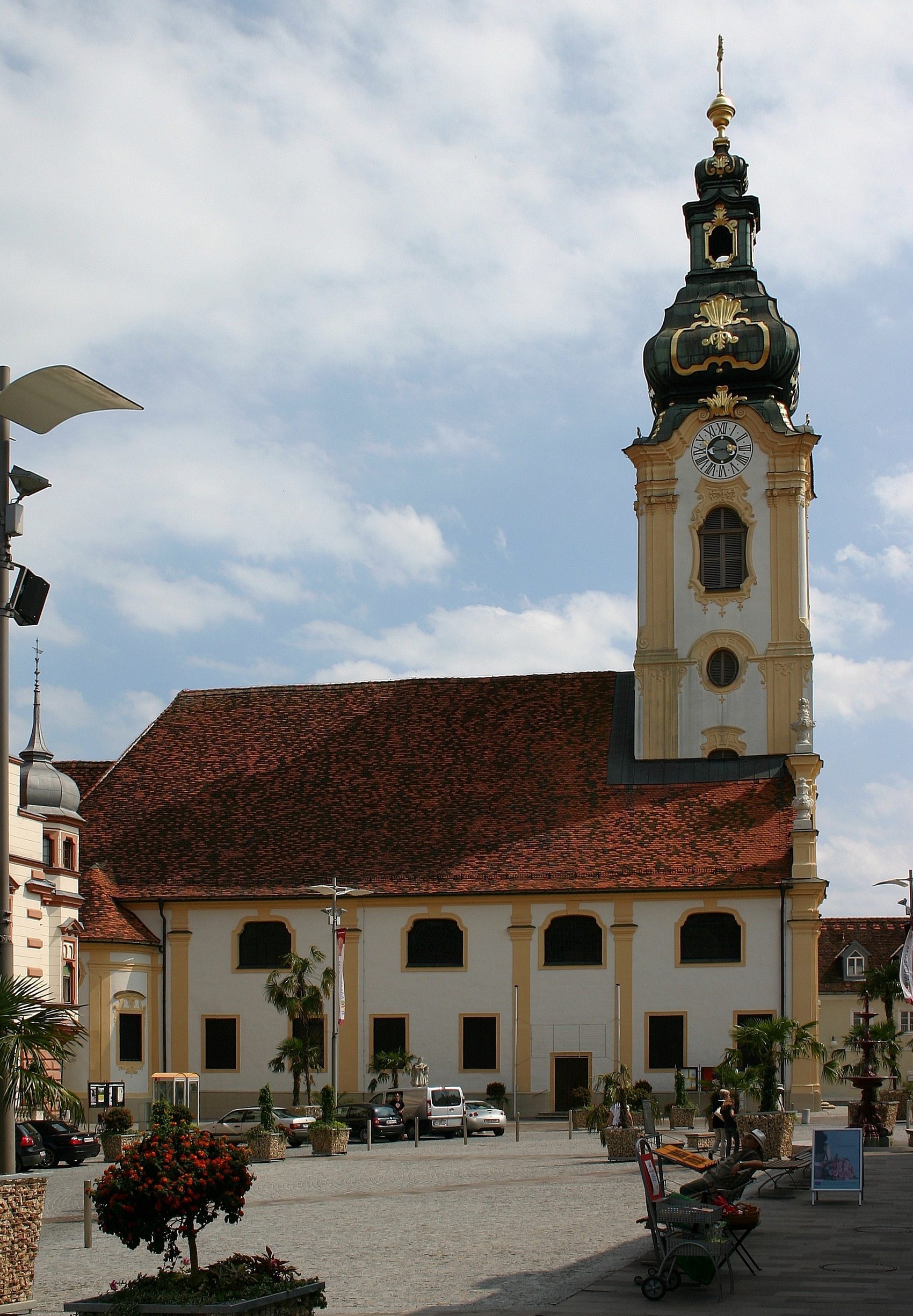
A Szt. Márton-templom

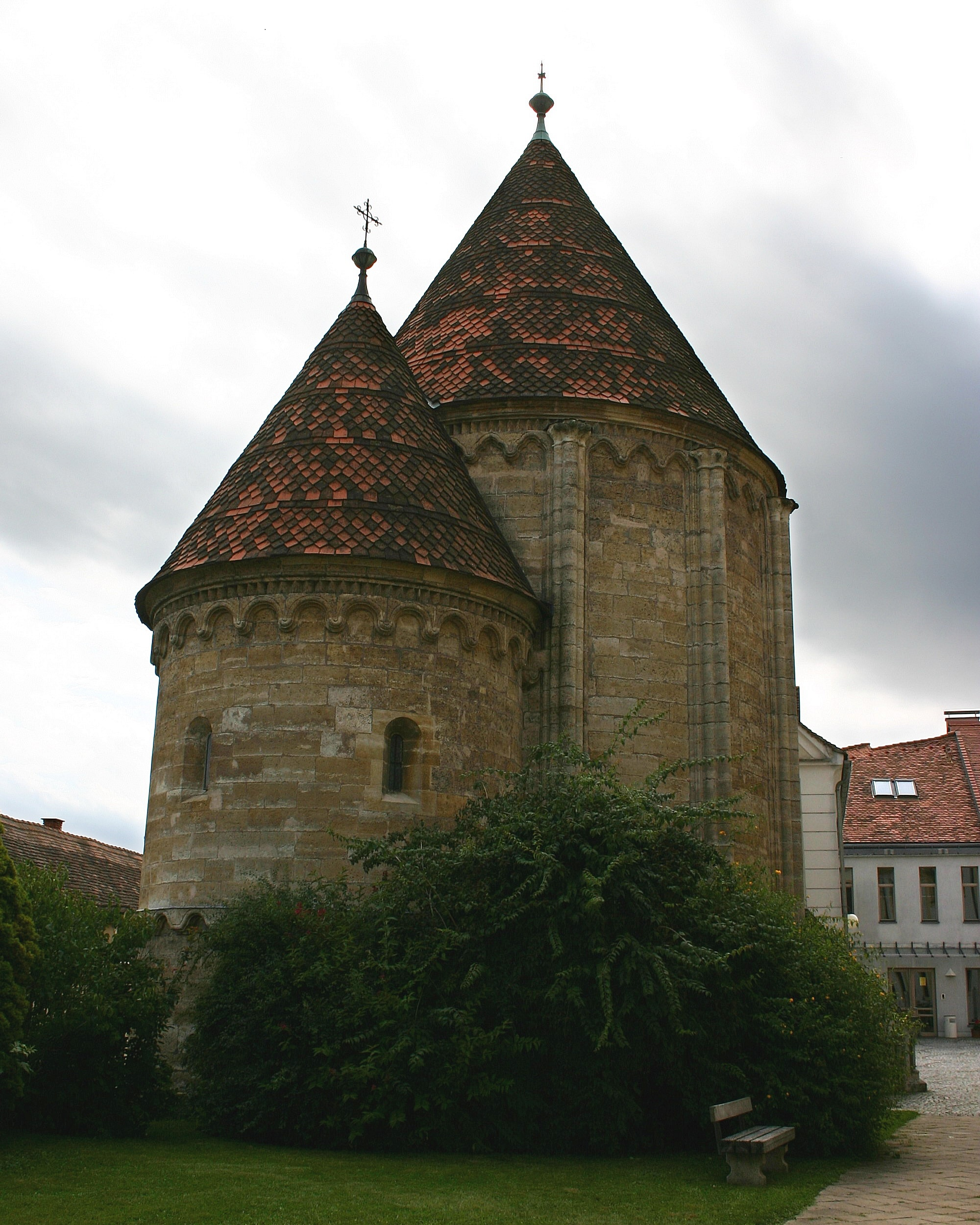
A csontház

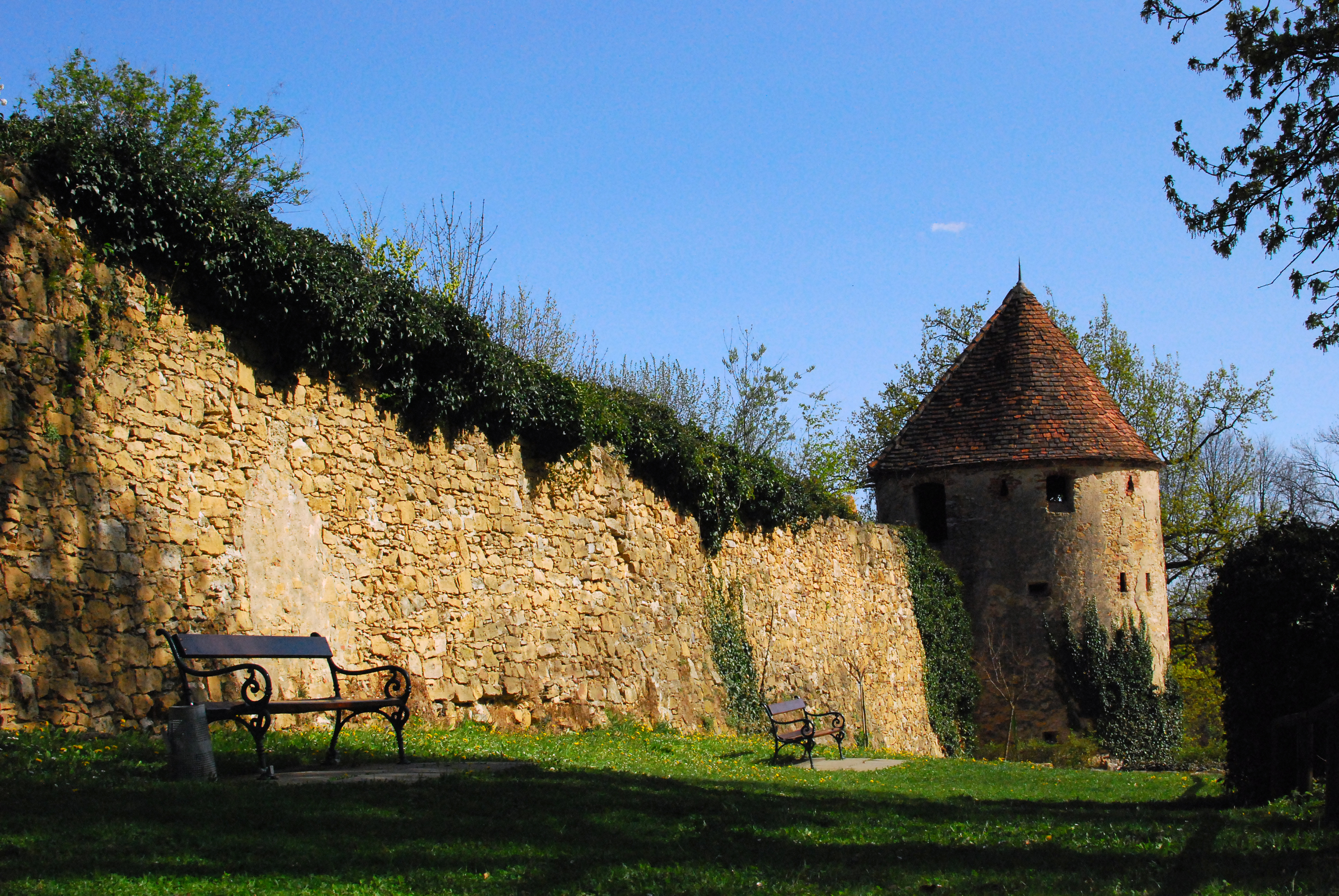
A középkori városfal

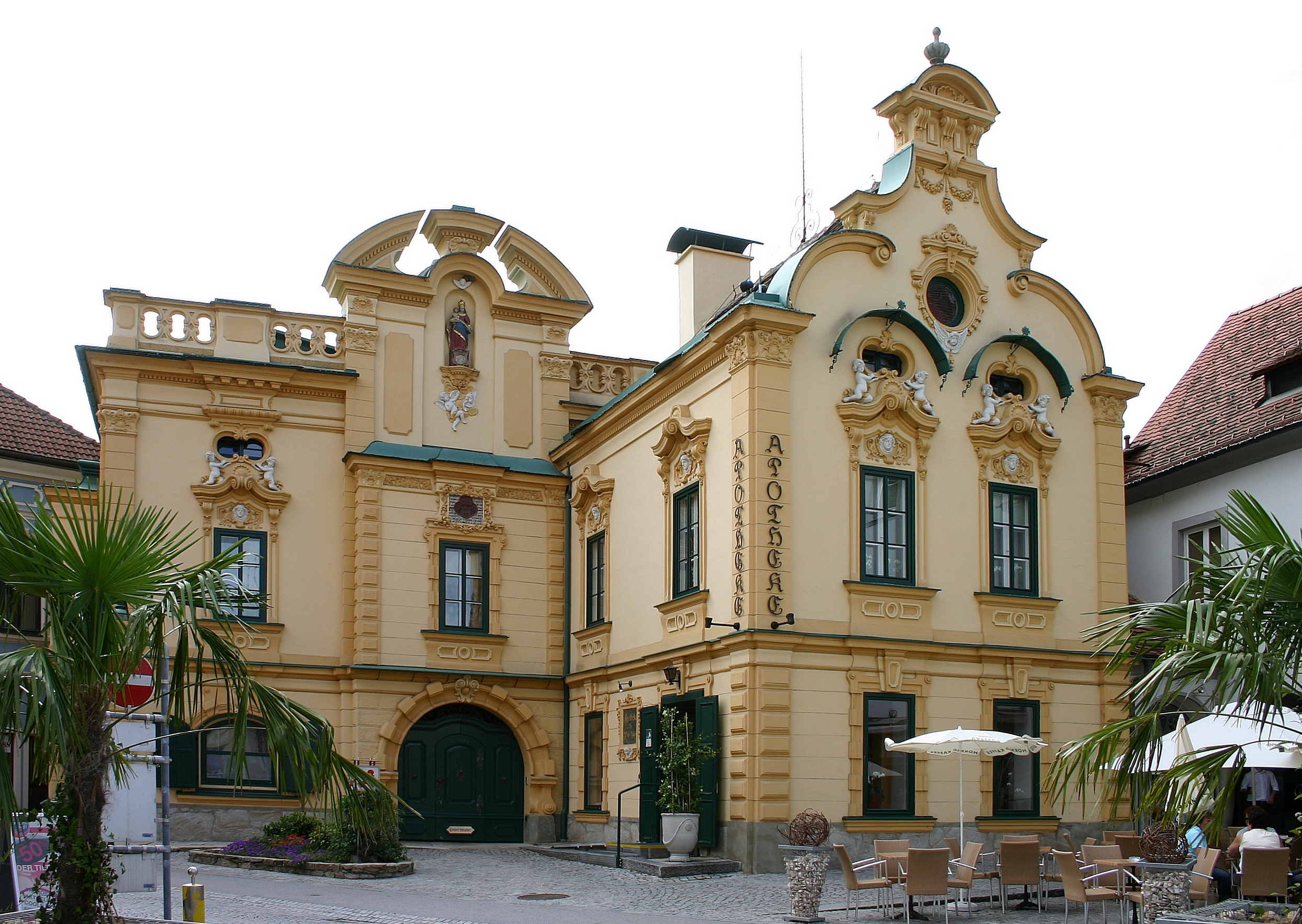
A Fekete Medve-patika

Hartberget 1891. október 19-én érte el a Fehring–Fürstenfeld-Hartberg vasútvonal. Bécs irányába a vasútvonal Hartberg-Friedberg szakasza 1905. október 15-én elérte Friedberget. Friedberg és Aspang közötti utolsó szakasz csak 1910. október 11-én készült el. Hartbergnek vasúton így csak jelentősen megkésve tudott csatlakozni a már 1881. október 28-án átadott Bécs-Aspang vasútvonalhoz. Jelenleg 2 órás ütemes menetrendi viszonylata van úgy Graz, mint Bécs felé.
A B50-es főút révén közvetlen főúti, jelentős részben autóúti kiépítettségű kapcsolata van Szombathely-Felsőőr-Hartberg között. A várost érinti a B54-es főút Gleisdorf-Bécsújhely között halad és érinti a várost.
Saját kijárata van az A2-es autópályáról.

## Gazdaság
A településen lévő vállalkozások 51 %-a a szolgáltató szektorban tevékenykedik; több mint harmaduk (37,3%) kereskedelemmel foglalkozik. A termelésben a textilipar, a fémipar, élelmiszeripar jellemző. A turizmus jelentősége is egyre növekszik.

## Látnivalók
- a Szent Márton-plébániatemplom 1157-ben épült, 1745 és 1760 között barokk stílusban kibővítették
- a 12. századi késő román stílusú csontház és freskói
- a hartburgi kastély elődje a 12. században épült, a várat a 16. században reneszánsz stílusú kastéllyá alakították át. Az épületet a város az 1980-as években megvásárolta, ma kulturális központként, kiállítások, felolvasások és koncertek megtartására használják.[2]
- a 12-13. századi városfal maradványai és a hozzá tartozó Reckturm
- az 1658-ban épült kapucinus kolostort a második világháború után idősek otthonaként hasznosították, ma kulturális központ
- a városi múzeum
- az 1675-ben emelt Mária-oszlop a főtéren
- az 1898-as városháza
- a neobarokk Fekete Medve-patika a főtéren
- a Ringwarte kilátó a Ringkogel tetején 1906-ban épült
- a Lebingi Szűz Máriának szentelt búcsújáró templom
- az eggendorfi Klaffenau-kastély

## Sport
- A város labdarúgócsapata a TSV Prolactal Hartberg, jelenleg az osztrák Bundesligaban - első osztály- szerepelnek.
- A női és a férfi röplabdacsapat a bajnokság első osztályában játszik, utóbbi 2007-ben Osztrák kupát nyert.

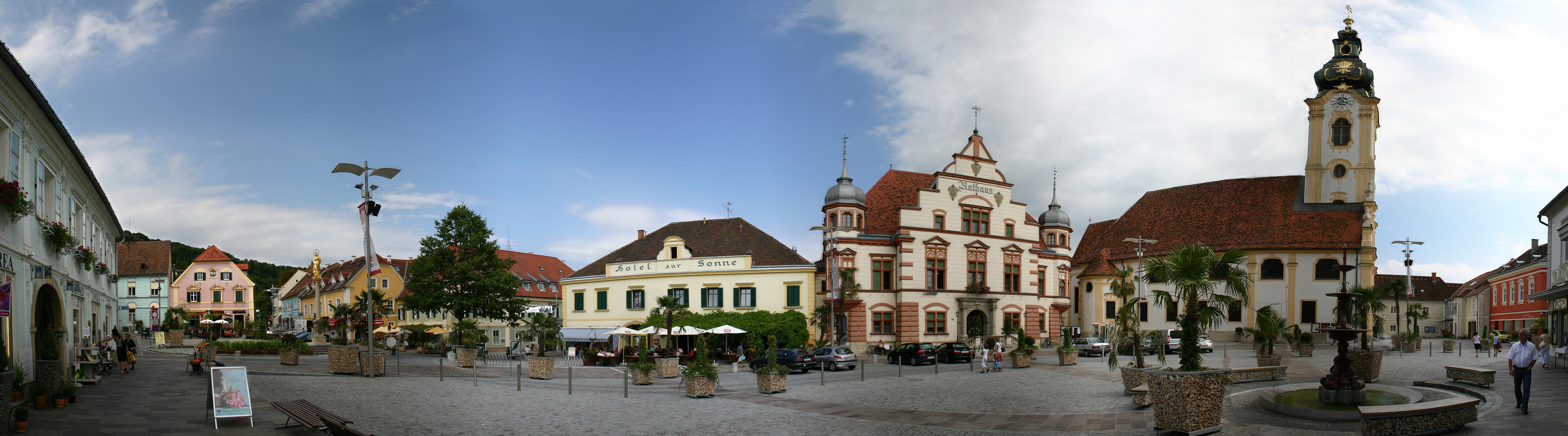
A főtér panorámája

## Fordítás
- Ez a szócikk részben vagy egészben  a   Hartberg című német Wikipédia-szócikk ezen változatának fordításán alapul.  Az eredeti cikk szerkesztőit annak laptörténete sorolja fel. Ez a jelzés csupán a megfogalmazás eredetét és a szerzői jogokat jelzi, nem szolgál a cikkben szereplő információk forrásmegjelöléseként.